# Габор Гьоргеи
Габор Гьоргеи, или Артур Гьоргеи, е унгарски писател, поет, драматург, режисьор, носител на награда „Кошут“. Между 2002 и 2003 година е министър на националното културно наследство.

## Биография
Габор Гьоргеи е роден на 22 ноември 1929 г. в Будапеща, като потомък на фамилия Гьоргеи. Женен, втората му съпруга е оперната певица Илдико Иван. Има дъщеря Ана, родена 1965 година. Живее в Шоймар.
През 1948 г. е приет в Университета „Петер Пазман“ със специалност немска и английска филология, но през 1949 г. се налага да прекъсне. През 1950 г. попада в театралния живот, започвайки работа в Националния театър. През 1951 г. е изселен заради произхода си, и едва през 1954 г. може да се върне в Будапеща. До 1955 г. работи като помощник-сътрудник, а след това до 1956 г. е режисьор на заводски драматични кръжоци.
През 1959 г. Гьоргеи става сътрудник на вестник „Мадяр немзет“, работи там до 1994 година. Междувременно от 1964 до 1972 г. е драматург във Филмово студио „Панония“ и от 1982 до 1988 г. е литературен директор на Националния театър в Сегед. От 1994 до 1996 е художествен директор на Унгарската телевизия, между 1992 и 1998 е член на Председателството на Съюза на унгарските писатели. През 1994 – 2001 е заместник-председател, а от 2001 е председател на унгарския ПЕН клуб. От 1992 е член-основател на Академията за литература и изкуство „Сечени“, а от 2000 е член на Европейската академия за наука и изкуство. От 2002 до 2003 е министър на културата.

## Литературно творчество
Първата му стихосбирка е публикувана през 1956 г. под заглавието „Дим и светлина“, а втората през 1963 г. със заглавие „Меридиан“. Първата му драма „Кумице, къде е патлакът?“ преминава с голям успех в театрите в Унгария, поставена е дори в САЩ. Драмата е играна и в България под заглавието „Познай къде е патлакът“.
Много от творбите му са с биографичен елемент. Такава е и драмата му „Галоп по Вермезьо“, в която пресъздава преживяванията си по време на интернирането си. Значително е творчеството му като автор на романи. За романа си „Сирената на Адриатика“ получава наградата „Книга на годината“ през 2000 година.
Широката си известност Гьоргеи дължи преди всичко на своята драматургия. Премиерата на първата му пиеса „Война в стил рококо“ е през 1967. От тогава написва много пиеси, по-известните от които са: „Познай къде е патлакът?“ (1968, поставена с успех в Сатиричния театър „Алеко Константинов“ през 1992), „Арарат е нисък“ (1971), „Глави за Фердинанд“ (1979), „Галоп на Вермезьо“ (1987), „Секс-таблетка“ (1988) и много други. През 1980 е удостоен за драматургията си с най-високата унгарска литературна награда – „Атила Йожеф“. Носител е и на редица други награди, сред които „Тибор Дери“ (1989) и „Pro urbe Budapest“ (2001). „Убийство в експреса“ под названието „Вийнер валцер“ е публикувана през 1982 в том с пиеси на Габор Гьоргеи.
През 2019 г. издателство „Ерго“ издава сборник с осем негови пиеси „Убийство в експреса“ в превод на Илиана Михайлова-Сопкова.

## Произведения
- Füst és fény (versek, 1956)
- Délkör (versek, 1963)
- Hektor, a hőscincér (meseregény, 1966), Don Hektor, a hőscincér (átdolgozás, 2009)
- Komámasszony, hol a stukker? (színmű, 1969)
- Köszönöm, jól (versek, 1970)
- Alacsony az Ararát (színművek, 1971)
- Lilla, cápák, nyugalom (színművek, 1976)
- Légifolyosó (versek, 1977)
- Találkozás egy fél kutyával (próza, 1980)
- Egy vacsora anatómiája (1981)
- Fejek Ferdinándnak (színművek, 1982)
- Munkavilágítás (esszék, 1984)
- Galopp a Vérmezőn (színművek, 1987)
- A díva bosszúja (novellák, 1988)
- Vadászszőnyeg (regény, 1988)
- Volt egyszer egy Felvidék (regény, 1989)
- Kísértések könyve (regény, 1990, 2007)
- Nők szigete (versek, 1990)
- Mindig újabb kutyák jönnek (próza, 1991)
- A homár páncélja (regény, 1992)
- Eszkimó nyár (válogatás új versekkel, 1993)
- Waterloo kellős közepén (próza, 1994)
- Adria szirénje (regény, 1999)
- Megírhatatlan történet (novellák, 1999)
- Mikszáth különös házasságai (színmű, 1999, 2015)
- Utolsó jelentés Atlantiszról (regény, 2000)
- Tiszta ország (2002)
- Tükörjáték (színművek, 2003)
- Rokokó háború (drámák, 2003)
- A homár páncélja. Utolsó jelentés Atlantiszról (2008)
- Öt arckép (2011)
- A kivégzés éjszakája (regény, 2015)
- Görgey (emlékkönyv, 2018, Szépmíves)